# 送り提灯

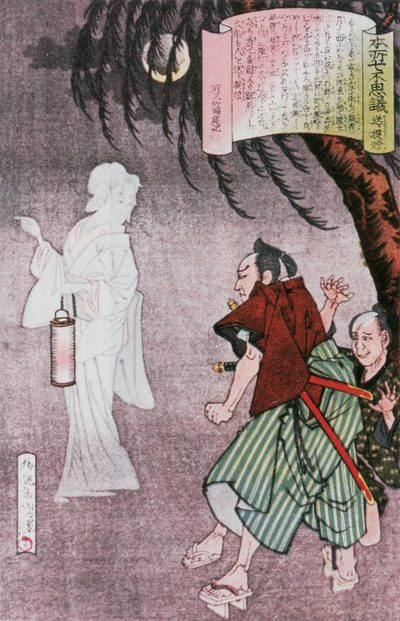
『本所七不思議之内 送提灯』（送り提灯）三代国輝・画

送り提灯（おくりちょうちん）は、怪異の一つ。また、東京都墨田区に伝承される怪談本所七不思議の一つでもある。

## 概要
提灯を持たずに夜道を歩く者の前に、提灯のように揺れる明かりが、あたかも人を送って行くように現れ、あの明かりを目当てに行けば夜道も迷わないと思って近づくと、不意に明かりが消え、やがて明かりがつくので近づくとまた消え、これの繰り返しでいつまで経っても追いつけない。
石原割下水では「提灯小僧」といって、夜道を歩いている者のそばに小田原提灯が現れ、振り返ると後ろに回りこみ、追いかけると姿を消すといった具合に前後左右に自在に動き回るという伝承があり、本項と同一の怪異と見られている。
同じく本所七不思議のひとつ「送り拍子木」は、提灯が拍子木になったのみで、本項と同様の怪異である。
また、江戸時代には向島（現・東京都墨田区向島）で「送り提灯火（おくりちょうちんび）」と呼ばれる、送り提灯と似た怪異の伝承もあった。ある者が提灯も持たずに夜道を歩いていると、提灯のような灯火が足元を照らしてくれる。誰の灯火かと思って周りを見ても、人影はなく、ただ灯火だけがある。男は牛島明神（現・墨田区）の加護と思い、提灯を奉納したという。もしも提灯を奉納しないと、この提灯火に会うことはないといわれた。